# Saint Brides Bay
Saint Brides Bay är en vik i Storbritannien.   Den ligger i kommunen Pembrokeshire och riksdelen Wales, i den sydvästra delen av landet, 300 km väster om huvudstaden London.